# Foroni Verona Football Club
Maillots
Le Foroni Verona Football Club était un club de football féminin italien originaire de Vérone. 

## Histoire
Fondé en 1989 initialement sous le nom d'Associazione Calcio Foroni, le club s'engage en 1994 en Serie C, la troisième division italienne. À l'issue de la saison 1994-1995 le club est promu en Serie B, le deuxième niveau. Lors de la saison 1998-1999, le club termine à la première place de sa poule, et gagne les play-offs pour la montée en Serie A. Lors de sa deuxième saison dans l'élite, le Foroni termine vice-champion, la saison suivante (2001-2002) le club se trouve à la première place à égalité de points avec le club du Ruco Line Lazio. Lors du match d'appui pour désigner les championnes d'Italie, le club de Vérone ne s'incline qu'aux pénalties. Quelques jours plus tard, les deux clubs se retrouvent pour la finale de la coupe nationale, remportée par Foroni (1-0).
Après ce premier trophée, le club change de nom et devient le Foroni Verona Football Club. Il se renforce durant l'intersaison et remporte la Supercoupe d'Italie en septembre. Lors de la saison qui suit (2003-2004), Foroni domine le championnat en gagnant 25 matchs sur 26, et remporte ainsi son premier titre de champion d'Italie. En tant que champion national, il représente l'Italie à la Coupe d'Europe 2004, mais sera éliminé au premier tour.
Lors de la saison 2003-2004, le club gagne de nouveau la Supercoupe ainsi que le championnat, seul ombre au tableau, Foroni sera sévèrement défait en finale de la Coupe d'Italie par le leader de la deuxième division, le Torres Calcio (6-0). 
Lors de l'été 2004, à cause d'un retard d'inscription, Foroni n'est pas admis à concourir en championnat et se trouve radié du registre, ce qui contraint le club à suspendre définitivement ses activités. 

## Palmarès
- Championnats d'Italie (2)
  - Champion : 2003, 2004
- Coupe d'Italie (1) 
  - Vainqueur : 2002
- Supercoupe (2)
  - Vainqueur : 2003, 2004

### Statistiques en compétitions de l'UEFA
| Saison  | Concurrence              | Étape            | Résultat | Adversaire        |
| ------- | ------------------------ | ---------------- | -------- | ----------------- |
| 2003-04 | Coupe féminine de l'UEFA | Phase de groupes | 10-0     | Osijek            |
|         |                          |                  | 0-0      | Energiya Voronezh |
|         |                          |                  | 4-0      | Femina Budapest   |

## Joueuses notables
- Paola Brumana
- Elisa Camporese
- Chiara Gazzoli
- Rita Guarino
- Katia Serra
- Simona Sodini
- Alessia Tuttino